# Samuel F. Hersey

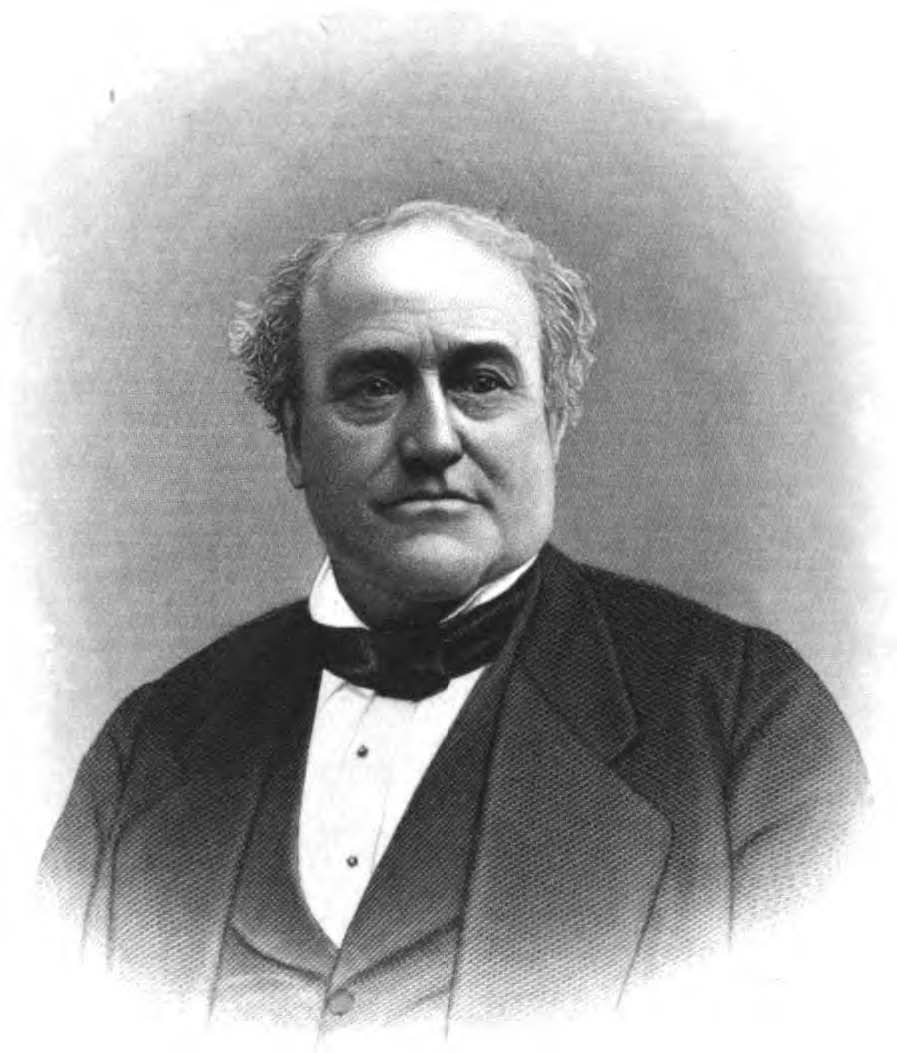
Samuel F. Hersey

Samuel Freeman Hersey (* 12. April 1812 in Sumner, Oxford County, Massachusetts; † 3. Februar 1875 in Bangor, Maine) war ein US-amerikanischer Politiker. Zwischen 1873 und 1875 vertrat er den Bundesstaat Maine im US-Repräsentantenhaus.

## Werdegang
Der im heutigen Maine geborene Samuel Hersey besuchte die öffentlichen Schulen seiner Heimat und unterrichtete anschließend selbst bis 1831 als Lehrer. Gleichzeitig setzte er an der Hebron Academy seine eigene Ausbildung fort. In den folgenden Jahren war er in verschiedenen Städten in Maine im Handel und im Holzgeschäft tätig. Außerdem wurde er Oberst der Staatsmiliz. Als solcher war er während eines Grenzkonflikts mit Kanada, dem sogenannten Aroostook-Krieg, eingesetzt.
Hersey schlug auch eine politische Laufbahn ein. In den Jahren 1842, 1857 und 1865 war er Abgeordneter im Repräsentantenhaus von Maine. Zwischen 1852 und 1854 gehörte er dem Regierungsrat seines Staates an. Er schloss sich der 1854 gegründeten Republikanischen Partei an und war im Jahr 1860 Delegierter zur Republican National Convention in Chicago, auf der Abraham Lincoln als Präsidentschaftskandidat nominiert wurde. Zwischen 1864 und 1868 war er Mitglied des Republican National Committee. Von 1868 bis 1869 saß Hersey im Senat von Maine. Im Jahr 1870 bewarb er sich erfolglos um das Amt des Gouverneurs von Maine.
1872 wurde Hersey im vierten Wahlbezirk von Maine in das US-Repräsentantenhaus in Washington, D.C. gewählt. Dort trat er am 4. März 1873 die Nachfolge von John A. Peters an. Im Jahr 1874 wurde er in seinem Mandat bestätigt. Damit hätte er bis zum 3. März 1877 zwei Legislaturperioden im Kongress absolvieren können. Dazu sollte es aber nicht mehr kommen. Samuel Hersey starb am 3. Februar 1875, einen Monat vor dem Ende seiner ersten Legislaturperiode im Kongress. Sein Mandat fiel nach einer Nachwahl an Harris Plaisted.